# Peredvižniki
I Peredvižniki (in russo передвижники? ovvero gli Itineranti o Ambulanti), furono un gruppo di artisti realisti russi che protestarono contro le restrizioni accademiche e che formarono una cooperativa che evolvette nella società per mostre itineranti nel 1870, chiamata anche "Compagnia delle esposizioni di arte itinerante".

## Storia
La società si formò nel 1870 a San Pietroburgo per un'iniziativa di Ivan Kramskoj, Grigorij Grigor'evič Mjasoedov, Nikolaj Ge e Vasilij Perov durante le lotte tra l'avant-garde artistica del paese per gli ideali democratici contro il centro ufficiale dell'arte ovvero l'Accademia russa di belle arti. Un altro obiettivo di questa iniziativa, fu quello di far uscire l'arte dai grandi centri e di diffonderla nelle campagne, nelle piccole località, con la speranza di educare il popolo alla estetica elevandolo socialmente.
La società diffuse le tradizioni dell'arte degli artisti una società capitanata da Kramskoj che divenne il leader anche della nuova associazione.
I Peredvižniki furono influenzati dalle visioni pubbliche ed estetiche di Vissarion Grigor'evič Belinskij e Nikolaj Gavrilovič Černyševskij.
Dal 1871 al 1923 la società organizzò 48 mostre itineranti a San Pietroburgo e Mosca, dopo che furono passate a Kiev, Charkiv, Kazan', Orël, Riga, Odessa e altre città.
Se la scintilla artistica iniziale fu quella della ricerca delle radici popolari e nazionali, e quindi prevalentemente di derivazione romantica, gli ambulanti subirono vari influssi e i pittori passarono da un'arte di genere sullo stile della scuola di Düsseldorf, ad una forma espressiva carica di rivendicazioni sociali e morali.
Come artisti realistici mostravano diverse caratteristiche della vita sociale, spesso con intenti critici. La loro arte non mostrava solo la povertà ma anche la bellezza folcloristica di quello stile di vita; non solo la sofferenza, ma anche la forza d'animo e fisica dei soggetti.
Nell'arte dei Peredvižniki c'era la risoluta condanna dell'ordinamento autocratico russo; il movimento per l'emancipazione del popolo russo fu visto con partecipazione (L'arresto di un propagandista; Rifiuto della confessione; Non lo stavano aspettando di Il'ja Efimovič Repin). Il più importante aspetto nella loro arte fu la vita sociale ed urbana, e in seguito la raffigurazione della gente nell'arte storica (Il mattino dell'esecuzione degli Strel'cy di Vasilij Ivanovič Surikov).

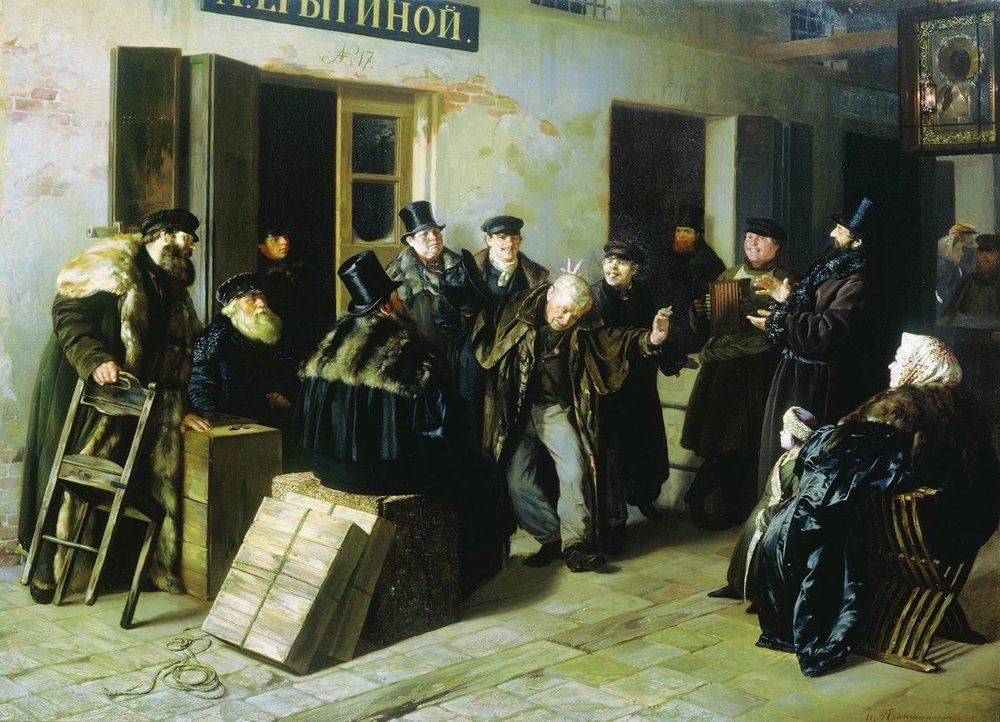
Burloni di Illarion Michajlovič Prjanišnikov

La società dei Peredvižniki durante la sua fioritura (1870-1890), si sviluppò ampliando il suo raggio d'azione e favorendo la naturalezza e la libertà delle immagini. In contrasto con la tradizionale tavolozza scura del tempo, loro scelsero più libertà e una più grande e luminosa gamma di colori. Nei loro quadri mirarono alla naturalezza e a dipingere relazioni tra persone nel loro contesto.
La società unì la maggior parte dei talenti artistici del paese, tra i Peredvižniki ci sono artisti dell'Ucraina, Lettonia e Armenia. La società mostrò così i lavori di Mark Antokol'skij, Vasilij Vasil'evič Vereščagin e Andrej Petrovič Rjabuškin. Importante per lo sviluppo di questa società fu il critico Vladimir Vasil'evič Stasov e Pavel Michajlovič Tret'jakov che mostrò i lavori dei Peredvižniki nella propria galleria e fornì materiale e supporto morale.

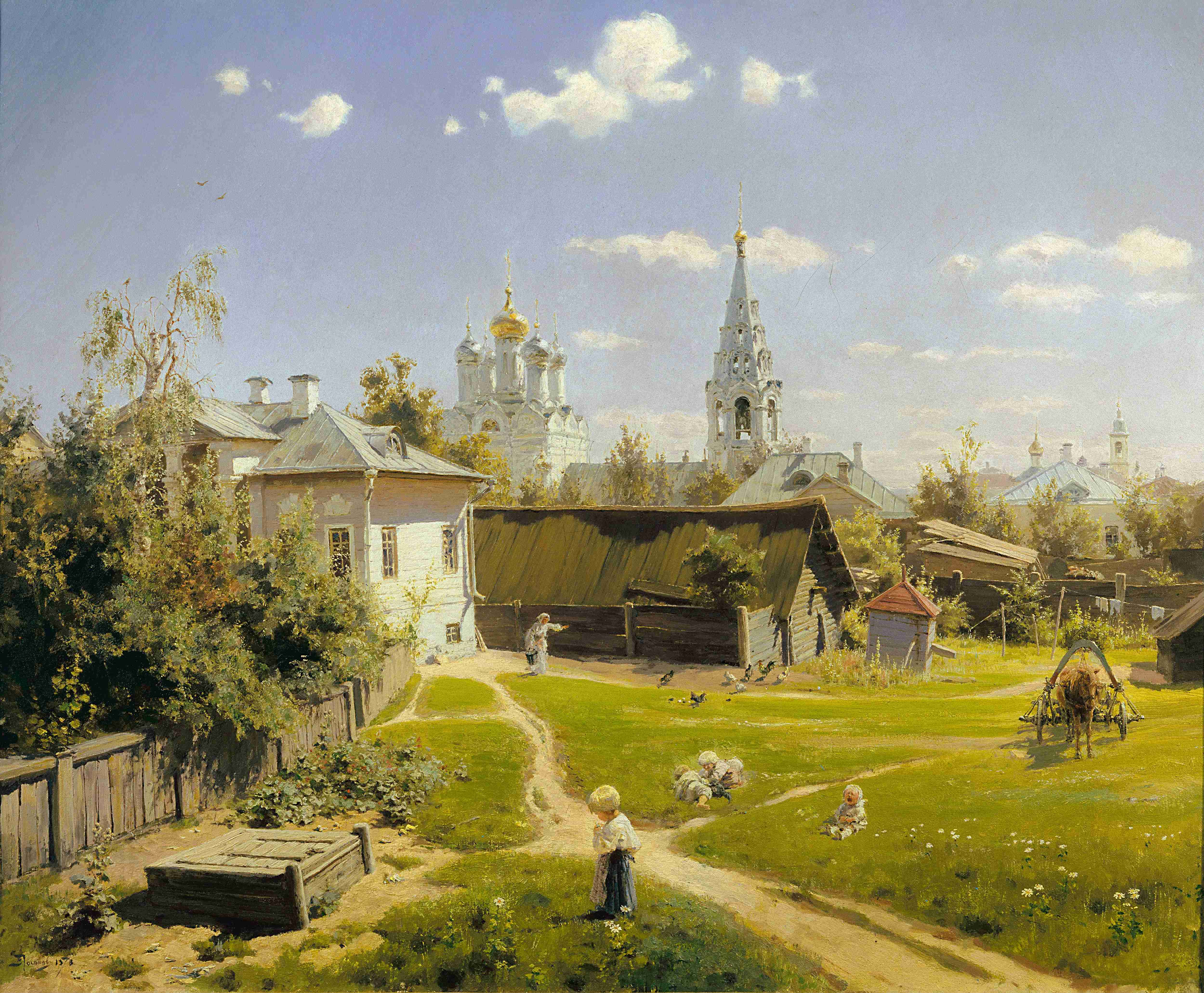
Arabat di Vasilij Dmitrievič Polenov

L'autorità e l'influenza pubblica dei Peredvižniki crebbero e l'autocrazia dovette fermare le iniziali tattiche di cacciata e tosatura dei membri di questa società. Furono fatti dei tentativi per controllare le loro attività, e sollevare il valore ormai caduto dei lavori sanzionati dall'Accademia di Belle Arti.
Dagli anni novanta nell'Accademia fu inclusa anche l'arte dei Peredvižniki mostrando come aveva influenzato l'arte scolastica nazionale.
Al cominciare del XX secolo i Peredvižniki iniziarono a perdere la loro profondità di riflessione della vita. Molti artisti confluirono nel movimento socialista e nell'arte e nella cultura sovietica, portando il realismo tradizionale del XIX secolo nel Realismo socialista.
Nel 1898 la loro influenza fu rimpiazzata dalla rivista Mir iskusstva, che avanzava le nuove e moderne tendenza dell'arte russa.
La quarantottesima mostra dei Peredvižniki nel 1923 fu l'ultima, molti dei membri di questa società entrarono nella Associazione degli artisti della Russia rivoluzionaria, che abbracciava in parte la tradizione dei Peredvižniki.

## Partecipanti
- Abram Efimovič Archipov
- Aleksej Petrovič Bogoljubov
- Nikolaj Nikolaevič Ge
- Nikolaj Kasatkin
- Aleksandr Aleksandrovič Kiselëv
- Archip Ivanovič Kuindži
- Ivan Nikolaevič Kramskoj
- Isaak Il'ič Levitan
- Rafail Sergeevič Levickij
- Vladimir Egorovič Makovskij
- Vasilij Maksimovič Maksimov
- Aleksandr Ivanovič Morozov
- Grigorij Grigor'evič Mjasoedov
- Michail Vasil'evič Nesterov
- Nikolaj Vasil'evič Orlov
- Leonid Pasternak
- Vasilij Grigor'evič Perov
- Vasilij Dmitrievič Polenov
- Illarion Michajlovič Prjanišnikov
- Il'ja Efimovič Repin
- Andrej Petrovič Rjabuškin
- Antonina Leonardovna Rževskaja
- Konstantin Apollonovič Savickij
- Alexej Kondrat'evič Savrasov
- Valentin Aleksandrovič Serov
- Emilija Jakovlevna Šanks
- Ivan Ivanovič Šiškin
- Vasilij Ivanovič Surikov
- Apollinarij Michajlovič Vasnecov
- Viktor Michajlovič Vasnecov
- Nikolaj Aleksandrovič Jarošenko